# Edme Boursault
Pour les articles homonymes, voir Boursault.
Œuvres principales
- Le Mercure galant (1683)
- Ésope à la ville (1690)
- Ésope à la cour (1701)

Edme Boursault, né le 6 octobre 1638 à Mussy l’Évêque (aujourd'hui Mussy-sur-Seine) et mort le 15 septembre 1701 à Montluçon, est un dramaturge français.

## Biographie
Fils d’un ancien militaire, d’une des premières familles de Mussy, qui ne lui fit pas donner d’éducation, Boursault se distingua pourtant dès sa jeunesse par son esprit et par la délicatesse de son style. Il vint à Paris en 1651 ne sachant encore que le patois bourguignon, connaissant mal la langue française et complètement ignorant du grec et du latin. Autodidacte, il ne tarda pas à apprendre le français et à l’écrire ; mais il eut plus d’une fois l’occasion de regretter son manque d’instruction ce qui l’empêcha de se présenter à l’Académie française.
En raison de son ignorance du latin, Boursault dut refuser la place de sous-précepteur du Dauphin que lui avait offert Louis XIV après la publication de son ouvrage ad usum Delphini intitulé : la Véritable étude des souverains (Paris, 1671, in-12).
Il fut secrétaire de la duchesse d’Angoulême et toucha quelque temps une pension de 2 000 francs pour une gazette rimée, qui était fort goûtée de la cour. Cette pension fut supprimée à la suite de plaisanteries ridiculisant un capucin qui manquèrent envoyer leur auteur à la Bastille. Ayant repris sa gazette quelques années plus tard, elle fut de nouveau supprimée pour une épigramme contre le roi Guillaume avec lequel la France avait alors le dessein de faire la paix.
Boursault occupait, tout en cultivant les lettres, la fonction de receveur des tailles à Montluçon, qu'il obtint en 1672 et qui lui assurait une existence aisée. C'est donc dans cette ville qu'il écrivit une part importante de son œuvre littéraire. Mais, en 1688, il fut révoqué de cette charge pour insuffisance.
Deux de ses plus illustres contemporains, Molière et Boileau furent un temps hostiles à Boursault qui attaqua l'École des femmes dans une petite comédie intitulée le Portrait du peintre ou la contre-critique de l’École des femmes ; Molière se vengea vivement dans l'Impromptu de Versailles (ce qui valut à Boursault sa célébrité). Boileau l’ayant nommé dans plusieurs de ses Satires, Boursault fit contre lui la Satire des Satires, comédie que le crédit de son adversaire l’empêcha de voir représenter. En effet, Boileau avait obtenu en 1669 du Parlement de Paris que la pièce ne soit jouée. Leur querelle cessa à la suite d’un prêt de deux cents louis qu’il alla faire à Boileau se trouvant sans argent aux eaux de Bourbonne ; celui-ci retrancha alors de ses satires le nom de Boursault et mit celui de Pradon à la place.
La réputation de Boursault repose sur trois comédies en cinq actes, en vers : le Mercure galant, Ésope à la ville et Ésope à la cour. L’esprit de ces comédies à tiroirs, qu’on nommait alors comédies à épisodes, est vif, le comique franc, le style naturel ; mais ce sont moins des pièces qu’un assemblage de scènes détachées et reliées dans un même cadre, sans intrigue et sans action.
Représenté en 1683 sous le titre de la Comédie sans titre, parce que le rédacteur du journal le Mercure galant, Donneau de Visé, avait obtenu que la pièce ne portât pas le même nom que sa gazette, Le Mercure galant, eut un très grand succès. Elle fut jouée quatre-vingts fois de suite et resta longtemps au théâtre. Il y a des vers très heureux et des détails très gais dans la peinture de ces originaux de tous genres qui viennent offrir leurs services et leurs talents au directeur du Mercure. On cite tout particulièrement la scène du soldat La Rissole qui, dans son ivresse, fait la plaisante critique des irrégularités de la langue française en s’embarrassant dans les pluriels des mots en al.
Ésope à la ville, qui eut encore quarante-trois représentations, ne put se soutenir par la suite ; on blâma surtout la médiocrité des fables que débita Ésope et dont la plupart avaient déjà été traitées par La Fontaine. Ésope à la cour ne fut représenté que le 16 décembre 1701 après la mort de l’auteur. Quelques passages du rôle de Crésus et de celui d’Ésope qui auraient pu déplaire à Louis XIV furent modifiés. Ainsi, alors que Boursault faisait dire à Crésus : 
... Je m’aperçois ou du moins je soupçonne
Qu’on encense la place autant que la personne ;
Que c’est au diadème un tribut, que l’on rend.
Et que le roi qui règne est toujours le plus grand.
on mit, au lieu des deux derniers vers, dont le second est excellent, les deux vers suivants, moins précis :
Qu’on me rend des honneurs qui ne sont pas pour moi,
Et que le trône enfin l’emporte sur le roi.
II faut citer encore, parmi les comédies de Boursault, les Mots à la mode, en un acte, en vers (1694), satire spirituelle contre les néologismes de son époque. Il fit aussi représenter deux tragédies : Marie Stuart et Germanicus. La seconde, que Corneille, alla, en pleine Académie, jusqu’à égaler aux chefs-d’œuvre de Racine, eut un grand succès.
Le Théâtre de Boursault (Paris, 1725, 3 vol. in-12, plusieurs fois réimp.), comprend seize pièces. On a en outre de cet auteur les ouvrages suivants, dont les mieux écrits sont les romans historiques et les nouvelles : Lettres à Babet (1666, in-12) ; le Marquis de Chavigny (1670, in-12) ; Artémise et Potianthe (1670, 2 vol. in-12) ; Ne pas croire ce qu’on voit (1670, 2 vol. in-12), le Prince de Condé (1675, 2 vol. in-12) ; Lettres nouvelles accompagnées de fables, de contes, d’épigrammes, de remarques et de bons mots, (1709, 3 vol. in-12).
Une de ses petites-filles épousa le peintre Nicolas Lancret. Un de ses descendants est Jean-François Boursault dit Boursault-Malherbe (1752-1842), comédien, spéculateur, collectionneur.

## Œuvres
- Le Jaloux endormi ou le Jaloux prisonnier (1661) (théâtre)
- Le Portrait du peintre ou la Contre-critique de l’École des femmes  (1663) (comédie) -- Lire en ligne
- Les Deux Frères gémeaux ou les Nicandres (1664) (comédie)
- Satire des satires (1669) (comédie, pièce non-jouée)
- Lettres à Babet (1669) (roman épistolaire)
- Le Marquis de Chavigny (1670) (roman)
- Artémise et Poliante (juillet 1670) (nouvelle), publié chez René Guignard (un vol. in-12)[4]
- Ne pas croire ce qu'on voit (1670) (nouvelle)
- La Véritable Étude des souverains (1671) (traité de morale politique)
- Germanicus (1673) (tragédie)
- Le Prince de Condé (1675) (roman)
- Le Mercure galant ou la Comédie sans titre (1683) (théâtre)
- Méléagre (1684) (tragédie)
- Ésope à la ville (1690) (comédie)
- Phaéton (1693) (comédie)
- Les Mots à la mode (1694) (comédie)
- Ésope à la cour (1701) (comédie)
- Treize Lettres amoureuses d'une dame à un cavalier (1709) (roman épistolaire)

## Édition
- Lettres portugaises, Lettres d'une Péruvienne et autres romans par lettres, Flammarion, « GF », 1983. Inclut les Lettres à Babet